# Marble Hill Park
Marble Hill Park est un parc de 27 hectares situé à Twickenham, dans le quartier londonien de Richmond upon Thames. C'est un site appartenant au English Heritage qui entoure Marble Hill House, une villa palladienne construite à l'origine pour Henrietta Howard, maîtresse du roi George II en 1724-1729 .
De 2004 à 2006, le parc a été un lieu d’événements musicaux en plein air organisés par le Jazz Cafe . Le 26 août 2006, le groupe de pop vocal irlandais Westlife a organisé un concert pour leur tournée Face to Face, dans le cadre de leur album Face to Face .
Le parc est classé Grade II * au Registre des parcs et jardins historiques.

En 2015-2016, Historic England a mené un programme de recherche sur le développement du parc, notamment en examinant les conceptions de jardins au début et au milieu du XVIIIe siècle.

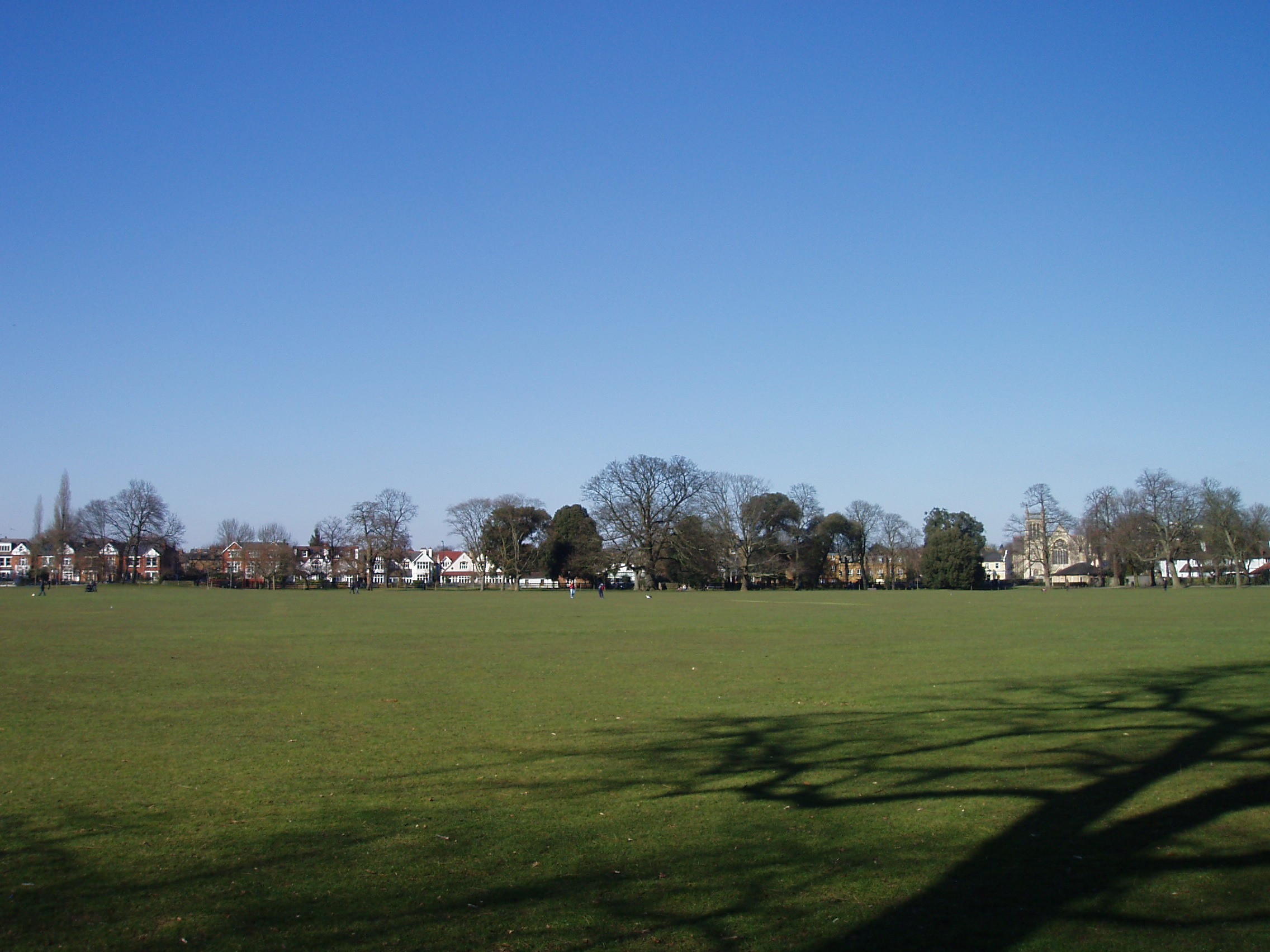
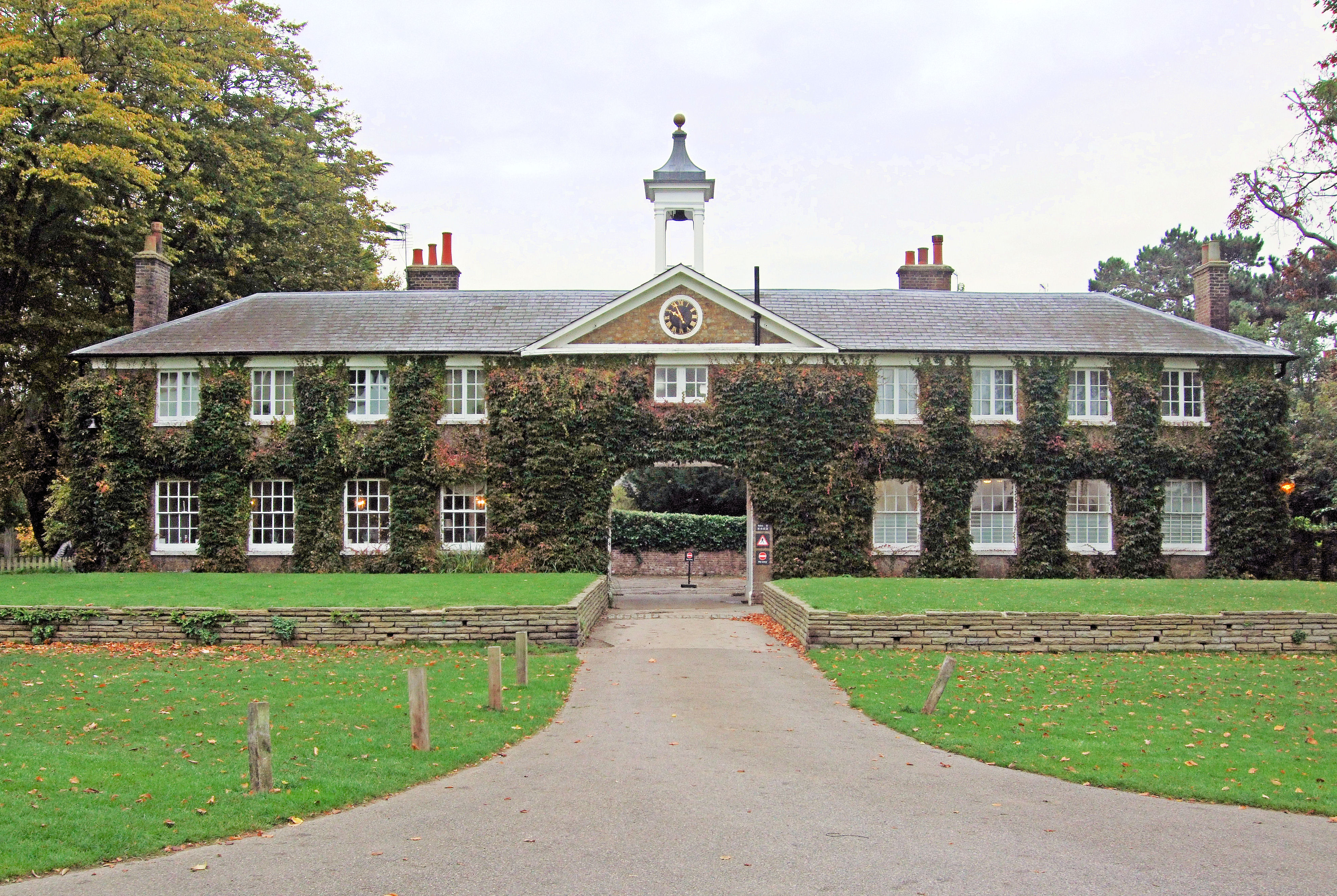
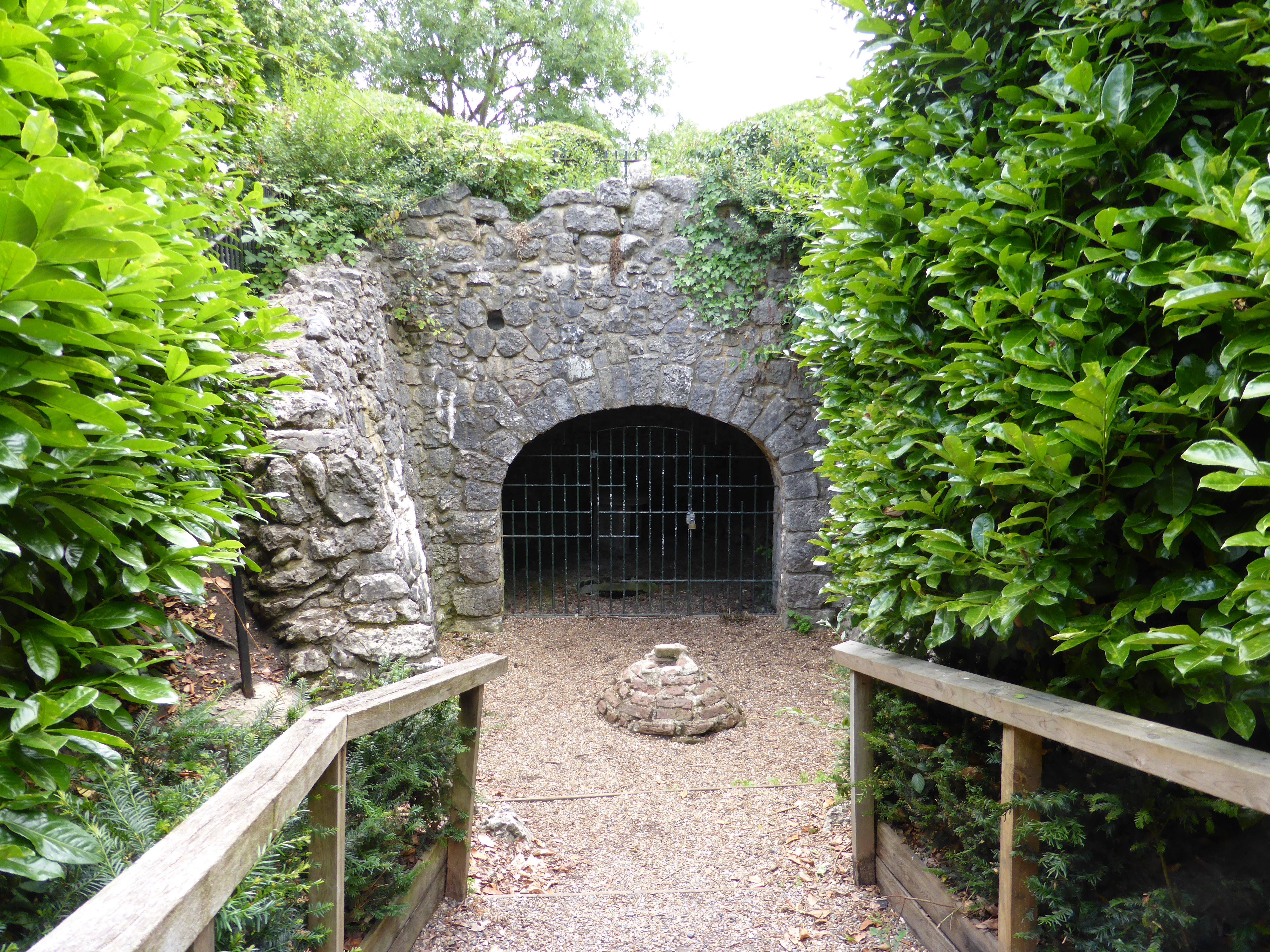
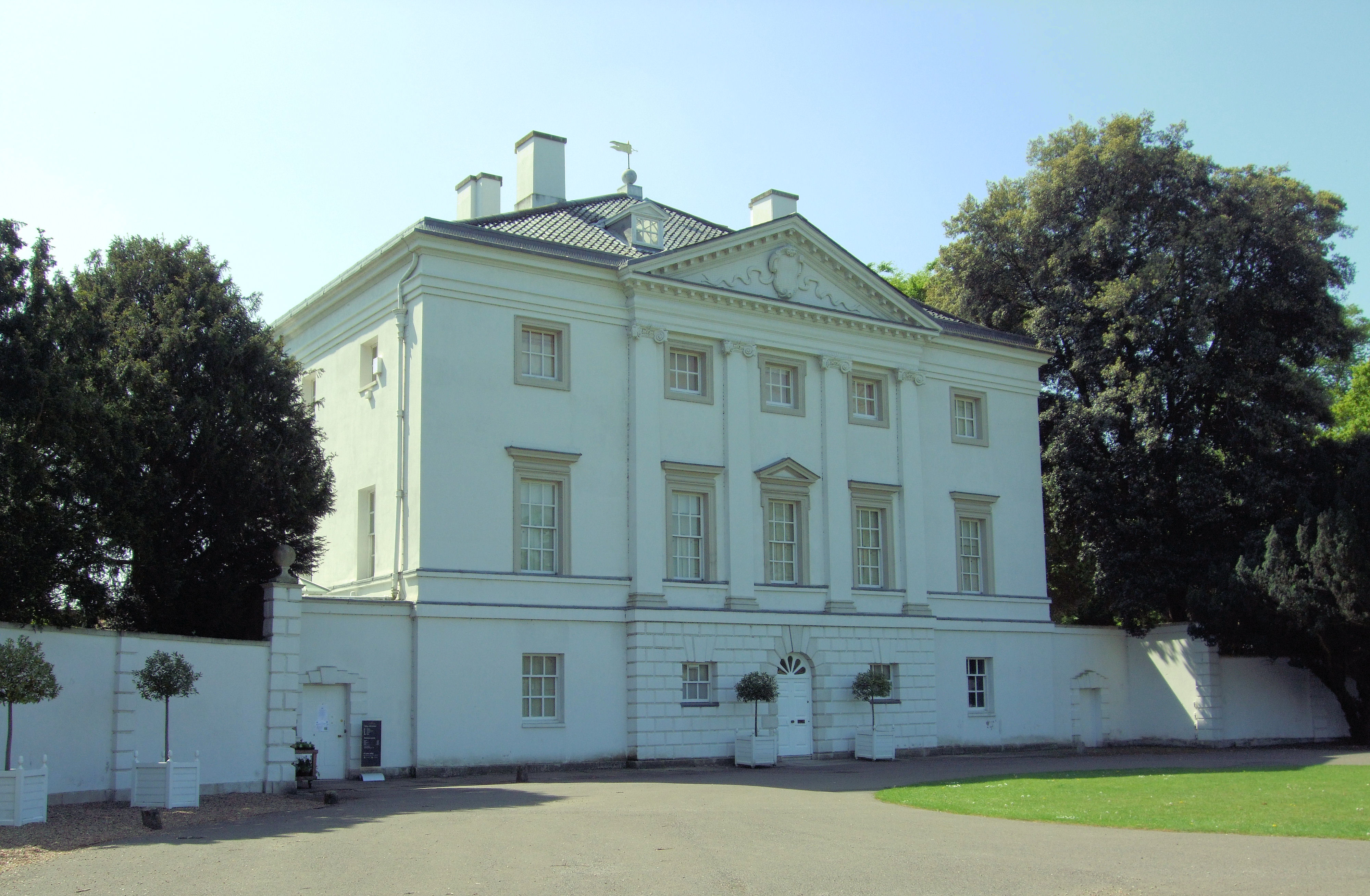

## Voir également
- Marble Hill House